# Нигманов, Азамат Хайролавич
Азамат Хайролавич Нигманов (род. 15 октября 1987, Омск) — российский актёр театра и кино.

## Биография
Мать — медсестра, отец — водитель. С раннего возраста занимался спортом: футболом, рукопашным боем, спортивным фехтованием. В детстве, отдыхая каждое лето в деревне у бабушки с дедушкой, овладел верховой ездой. Театром увлекся в возрасте 11 лет, когда на сцене дома творчества «Созвездие» увидел своих ровесников.
В 13 лет поступил в Омский драматический лицейский театр в студию Заслуженного артиста Российской Федерации Александра Анатольевича Гончарука. В студии сыграл свои первые роли на театральной сцене: Лешего в «Аленьком цветочке» С. Т. Аксакова, Короля в «Снежной королеве» Х. К. Андерсена. За роль Короля в «Спящей красавице» получил первую награду на Сочинском фестивале любительских театров.
Вместе с друзьями поехал в Москву поступать, но не прошел последний тур в ГИТИС.
На следующий год поступил в Театральный институт им. Б. Щукина на курс к Н. А. Сличенко и Р. В. Дробот.
На 3-м курсе начал сниматься в кино, после того как у входа в институт случайно встретил ассистента по актерам фильма «Однажды в провинции» режиссёра Кати Шагаловой, так получил свою первую роль Туя.
По окончании института оказался в МХТ им. Чехова За роль Талгата Харисова в спектакле «Прокляты и убиты» был удостоен премии Олега Табакова.
В 2009 году был призван на военную службу в ряды команды актеров-военнослужащих в Театре Российской армии.
С 2014 года — актёр Электротеатра Станиславский.

## Личная жизнь
Жена Бибигуль Нигманова. Двое сыновей.

## Театральные работы

### Московский Художественный театр имени А. П. Чехова
2010 — «Прокляты и убиты» по роману Виктора Астафьева режиссер В. А. Рыжаков — Талгат Харисов

### Электротеатр Станиславский
- 2015 — «Золотой осел. Разомкнутое пространство работы», режиссер Борис Юхананов — Луций, Горожанин, Вестник
- 2015 — «Вакханки», Еврипид, режиссер Теодорос Терзопулос — Хор вакханок
- 2016 — «Тартюф», по пьесе Мольера, режиссер Филипп Григорьян — Судебный пристав
- 2016 — «Love machines», режиссер Мария Чиркова — Коля
- 2016 — «Чайка», по пьесе А. П. Чехова, режиссер Юрий Муравицкий, Юрий Квятковский, Кирилл Вытоптов — Шамраев
- 2017 — «Зойкина квартира», по пьесеМ. А. Булгакова, режиссер Ольга Лукичёва — Херувим

### Фонд Сергея Безрукова[5]
2017 — «Приключения Фандорина» по роману Б.Акунина, режиссер Татьяна Вдовиченко — Гинтаро Аоно — Японец

## Фильмография
| Год  |   | Название                               | Роль                                   |
| ---- | - | -------------------------------------- | -------------------------------------- |
| 2008 | ф | Однажды в провинции                    | Туй                                    |
| 2008 | ф | Петя по дороге в Царствие Небесное     | эпизод                                 |
| 2009 | ф | Россия 88                              | ученик Климента Климентовича           |
| 2010 | ф | Тихая застава                          | Азамат                                 |
| 2011 | ф | Служу Советскому Союзу!                | Юсуп                                   |
| 2011 | с | Участковый                             | Гарифула                               |
| 2011 | с | Молодожёны                             | работник супермаркета                  |
| 2011 | с | Люди Хэ                                | шаман                                  |
| 2012 | с | Дневник доктора Зайцевой-2             | Гурбан Тарбаев                         |
| 2012 | с | Жизнь и судьба                         | эпизод                                 |
| 2012 | ф | Конвой                                 | Артем                                  |
| 2012 | c | Пока цветёт папоротник                 | Следопыт                               |
| 2012 | ф | Арена                                  | Ерболат                                |
| 2012 | с | Метод Фрейда 4 серия                   | Алмаз                                  |
| 2013 | с | Горюнов                                | Канат Бадбаев                          |
| 2013 | ф | Искусство общения с животными и людьми | Рудик                                  |
| 2013 | с | Истребители                            | Сандыр                                 |
| 2013 | с | Привет от «Катюши»                     | Алтынов                                |
| 2013 | с | Куприн Поединок фильм 3                | Гайнан                                 |
| 2013 | с | Мотыльки                               | Рыскулов                               |
| 2013 | ф | Репетиции                              | Дворник                                |
| 2013 | с | Убить Сталина                          | Ревишвили                              |
| 2013 | с | Обнимая небо                           | Юрка Жумашев                           |
| 2014 | ф | Любовь в большом городе 3              | Бердыев                                |
| 2014 | с | Анжелика                               | Урсул                                  |
| 2014 | ф | На глубине                             | Равшан                                 |
| 2014 | ф | Приключение                            | Марат                                  |
| 2015 | ф | Город                                  | Кайрат Галимов                         |
| 2015 | ф | Единичка                               | Толик Иванов                           |
| 2015 | ф | Орлеан                                 | сержант полиции                        |
| 2016 | с | Остров                                 | «Трус», исследователь миграции черепах |
| 2016 | с | Первокурсница                          | Пеак                                   |
| 2016 | ф | Все по закону                          | Искер Кашаев                           |
| 2016 | ф | Жили-были мы                           | якут                                   |
| 2016 | ф | Пятница                                | Теми                                   |
| 2016 | с | Второе зрение                          | Игорь                                  |
| 2016 | ф | Двадцать восемь панфиловцев            | Мусабек Сенгирбаев                     |
| 2017 | с | Гражданский брак                       | Азамат                                 |
| 2017 | с | Живой                                  | Таксист                                |
| 2017 | с | Пропавший без вести. Второе дыхание    | узбек                                  |
| 2017 | с | Адаптация                              | Вавля                                  |
| 2018 | с | Чёрные бушлаты                         | Азамат, пулемётчик                     |
| 2018 | с | Золотая Орда                           | Фара                                   |
| 2018 | ф | Топор                                  | Жора, повар                            |
| 2018 | ф | Семь пар нечистых                      | якут                                   |
| 2018 | ф | На Париж                               | Вестовой                               |
| 2018 | с | А. Л. Ж. И. Р.                         | Сакен                                  |
| 2018 | с | Остаться в живых                       | Бахтиер Максудов                       |
| 2019 | с | Большой артист                         | Азамат                                 |
| 2019 | с | Стажеры                                | Зия Искандеров                         |
| 2019 | ф | Подольские курсанты                    | курсант                                |
| 2019 | с | Чёрная лестница                        | Михаил Зайцев, оперуполномоченный МУР  |
| 2020 | с | Золото                                 | Такай                                  |
| 2020 | с | Перевал Дятлова                        | Вася, разведчик                        |
| 2020 | с | Волк                                   | Сергей Акыпов                          |
| 2020 | с | Грозный                                | посол крымского хана                   |
| 2022 | ф | Первый Оскар                           | Бауржан Досебиев                       |
| 2022 | ф | Лето 1941 года                         | Ади Шарипов                            |
| 2022 | ф | Многоэтажка                            | сосед по подъезду                      |
| 2022 | с | Нулевой пациент                        | Птица                                  |
| 2022 | с | Химера                                 | «Ташкентбой»                           |
| 2022 | ф | Штурм                                  | математик Тазши                        |
| 2023 | с | Фишер                                  | Виктор Хван                            |

## Призы и Награды
- 2012 г. — Открытый российский кинофестиваль «Кинотавр», Приз за лучшую мужскую роль, — фильм «Конвой»
- 2012 г. — Международный кинофестиваль в Алматы «Евразия», Приз за лучшую мужскую роль, — фильм «Конвой»[6]
- 2011 г. — Премия Олега Табакова за роль Талгата Харисова в спектакле «Прокляты и убиты» реж. В. А. Рыжакова